# Шерл
Шерлът е черната и най-често срещана разновидност на турмалина. Името понякога се използва и за назоваване на турмалини, които по химичен състав не са в групата на този минерал. Поради желязото в химичния състав на шерла, цветът му е главно черен, но понякога е и тъмно син. Заради цвета си в древността шерлът е бил носен като траурно украшение. Въпреки това, има други полезни употреби в практиката. Когато бъде затоплен или потъркан, той лесно се наелектризира.
Минералът шерл е широко разпространен по целия свят, а неговите непрозрачни призматични кристали могат да достигнат дължина до няколко метра. Шерлът наподобява останалите форми на турмалина в почти всички подробности, освен по цвета си.

## Произход и разпространение
Шерлът присъства главно в магмените скали, например в пегматитови жили, но се открива и в метаморфни скали, както и в находища, отмити и отнесени от вода – т. нар. алувиални депозити. На Британските острови, шерлът обичайно се среща в гранити в Югозападна Англия.

## Свойства
Шерлът принадлежи на групата на силикатите. Той е сложен боров силикат с хексагонална кристална структура. Химичната му формула е
Na(Mg,Fe,Li,Mn,Al)3Al6(BO3)3)Si6,O18(OH,F)4. Тежестта му е от 3,1 до 3,25 пъти по-голяма от еквивалентен обем вода, а твърдостта му отбелязва 7 по скалата на Моос.
Желязото в шерла идва от сложния състав на магмата – горещ, разтопен материал, образуван дълбоко под повърхността на Земята. Под действието на налягането магмата се издига към повърхността на и голяма част от нея се втвърдява, преди да я достигне, образувайки магмени скали. Когато магмата е много богата на желязо са налице част от условията за образуване на минерала шерл. Околко 80% от турмалините в света са в разновидността си шерл.

## Употреба
- Пироелектрически минерал – Турмалинът е минерал, който може да натрупа електрически заряд, когато се затопли. Поради това може да се използва за почистване на дрехи – прахът полепва по него, когато се търка върху плата.
- Бор – Както останалите разновидности на турмалина, шерлът е източник на елемента бор. Той се използва за втвърдяване на стоманата и в някои контролни пръти в ядрените реактори. Шерлът се използва също и за да се направи стъклото Pyrex здраво и топлоустойчиво, както и в производството на перилни препарати и торове.

## Галерия
- Шерл от Мадагаскар
- Включѐния шерл в кварц